# Love for Sale (Cole Porter-låt)
"Love for Sale" är en jazzsång av Cole Porter, från musikalen The New Yorkers från 1930.
Sången är skriven från en prostituerads olika sorters "kärlek till salu": "Old love, new love, every love but true love". "Love for Sale" var en hit under 1930, men senare blev sången borttagen från alla radiokanaler för att folk tyckte texten var för sensuell och opassande. 
Sången spelades in av Billie Holiday år 1945, Ella Fitzgerald år 1956, Tony Bennett år 1957, Miles Davis och Cannonball Adderley år 1958, The Manhattan Transfer år 1976, Elvis Costello, live på en återutgiven och remastrad Rhino Entertainment CD av hans skiva, Trust (från 1981), och Harry Connick Jr. år 1999 på hans album Come by Me. Sången har blivit en jazzstandard, spelad av många olika jazzmusiker, ofta spelad instrumentalt. Även Monica Zetterlund har spelat in den.